# 富士井末吉
富士井 末吉（ふじい すえきち、1886年（明治19年）2月6日 - 1968年（昭和43年）1月28日）は、大日本帝国陸軍軍人。最終階級は陸軍少将。功三級。

## 経歴
1886年（明治19年）に広島県で生まれた。陸軍士官学校第19期卒業。1934年（昭和9年）8月1日に陸軍歩兵大佐進級と同時に父島要塞司令官に着任し、1935年（昭和10年）8月に松山連隊区司令官に転じた。1937年（昭和12年）3月に歩兵第35連隊長（上海派遣軍・第9師団・歩兵第6旅団）に就任して日中戦争に出動。大場鎮、蘇州河を突破する戦果を収め、南京攻略戦にも出動した。1938年（昭和13年）3月1日に陸軍少将進級と同時に留守第9師団司令部附となり、7月15日に待命、7月27日に予備役に編入された。
1939年（昭和14年）1月4日に召集され中支那派遣軍司令部附となり、1月14日に浙江省嘉興で新規編制された独立混成第11旅団（第13軍）の旅団長に就任し、揚子江下流右岸の守備に任じた。1940年（昭和15年）3月9日に留守第5師団司令部附となり、8月1日に召集解除となった。1945年（昭和20年）3月9日に召集され留守第5師団兵務部長に就任。3月31日に広島連隊区司令官兼広島地区司令官に就任して終戦となった。
1947年（昭和22年）11月28日、公職追放仮指定を受けた。